# ペンナマイト＝ヤンキー戦争
ペンナマイト＝ヤンキー戦争（英語：Pennamite–Yankee Wars）はアメリカ合衆国中西部における土地紛争。第1回ペンナマイト戦争（First Pennamite War、1769年-1770年）、第2回ペンナマイト戦争（1774年）、第3回ペンナマイト戦争（1784年）と3度に亘って争われた。
ヤンキー＝ペンナマイト戦争（Yankee-Pennamite Wars）とも呼ばれる。サスケハナ川の北支流に沿ったワイオミング渓谷の土地を巡り、コネチカット（ヤンキー、ニューイングランド）とペンシルベニア（ペンナマイト、「ペン人」の意）の間で対立した。

## 土地紛争の発端
ワイオミング渓谷をめぐる土地紛争が発端。オランダ人はサスケハナ川がニューネーデルラントとイギリス領バージニアの境界と考えていた。イギリスのチャールズ2世は1662年にオランダの全ての北アメリカ領土の所有を認めていなかったため、第二次英蘭戦争でイギリスがニューアムステルダムを含むニューネーデルラントに侵攻し割譲する2年前だったにもかかわらず、その土地をコネチカットに与えた。1681年に、チャールズ2世は同じ土地をウィリアム・ペンに与えた。
両方の植民地は自領にその土地の権利を登録していたため、重複が発生していた。17世紀にはサスケハノックの激しい抵抗によりその論争は宙に浮いたままだったが、18世紀中頃になると重複した権利が問題になってきた。トマス・ペインは自筆の政治パンフレット『コモン・センス』の中でこの対立について触れ、「新大陸の問題は新大陸政府だけが決定すべきとの主張の論拠としていた。両植民地は同じ土地をアメリカン・ネイティブ（インディアン）と契約により買収していた。コネチカットは1754年に入植者を送っていた。コネチカットからのヤンキー入植者は1769年にウィルクスバリの町を建設した。ペンシルベニアのペンナマイトは武装し排除を試みたが失敗し第1回ペンナマイト戦争（1769年 -1770年）を開始。ただし「戦争」と言ってもそれほど激しくなく、第1回にコネチカットの2名、ペンシルベニアの1名が2年間に死亡したのみであった。ペンシルベニアは借地人2名を通じ講和した。

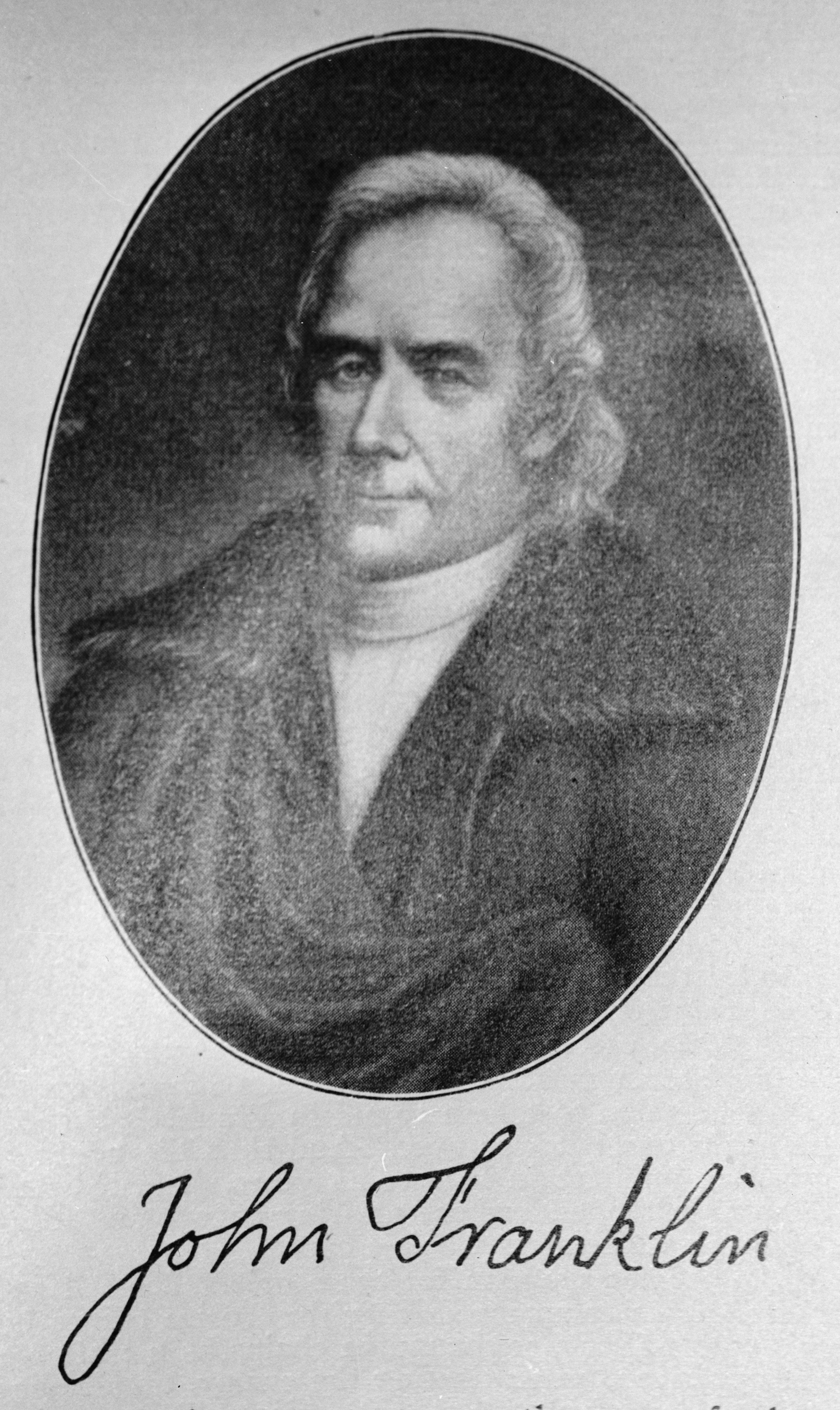
ヤンキーのリーダー、ジョン・フランクリン軍曹

1771年にコネチカットの主張がイギリス王ジョージ3世に認められ、1773年にコネチカットからの入植者が新しい町を建設し、ウェストモアランドと名付けた。ペンシルベニア人は退去を拒み、1775年12月にペンシルベニアのノーサンバーランドからの武装集団がコネチカットの入植地を襲撃したが失敗に終わる。

## 終戦
アメリカ独立戦争末期、両植民地の対立は継続していたが、1782年に合衆国議会は王の決定を覆しペンシルベニアの主張を認めた。いずれにしても連合規約上は単なる州間の紛争であった。しかしペンシルベニア州はあくまでヤンキーの退去を求めたため、1784年に第3回ペンナマイト戦争が開始、コネチカット州とバーモント州はヤンキー入植者に援軍を派遣した。1788年にペンシルベニア州議会が土地所有を認可するまで不満は続いた。1799年にワイオミング渓谷がペンシルベニア州に属し、ヤンキー入植者が正式な土地の所有権を認められペンシルベニア人となり論争が終了した。